# Gewone eikenblaasmijnmot
De gewone eikenblaasmijnmot (Ectoedemia albifasciella) is een vlinder uit de familie dwergmineermotten (Nepticulidae). De wetenschappelijke naam is voor het eerst geldig gepubliceerd in 1871 door Heinemann.
De soort komt voor in Europa.